# Cube Zero
Cube Zero is een Canadese sciencefiction-/horrorfilm uit 2004, onder regie van Ernie Barbarash en geproduceerd door Suzanne Colvin en Jon Goulding. De film is het vervolg op Cube en Cube 2: Hypercube. De hoofdrollen worden vertolkt door Zachary Bennett, Stephanie Moore en David Huband.

## Verhaal
Ook nu zitten er weer mensen vast in de Cube, een kubus bestaande uit vierkante ruimten met aan elke zijde een deur die naar een volgende vierkante ruimte leidt. Sommige kamers zijn echter voorzien van dodelijke boobytraps en het is aan hen om deze te ontwijken. Eric Wynn, een observator, meent een van de gevangenen te herkennen. Hij besluit, tegen alle regels in, naar binnen te gaan om de mensen te helpen. Dit leidt echter tot een bezoekje van een hogergeplaatste, die alle mensen in de Cube wil vernietigen. De collega van Wynn, Dodd, doet er echter alles aan om ze tegen te houden. Uiteindelijk ontsnappen Wynn en de vrouw die hij meende te herkennen, maar Wynn wordt weer gevangen, ondergaat lobotomie als straf voor zijn sabotage en wordt teruggeplaatst in de Cube. Hij vertoont daar gedrag dat exact lijkt op dat van Kazan in  Cube. Het is dus mogelijk dat Kazan ook een voormalig helper was.

## Rolverdeling
| Acteur              | Personage         | Opmerkingen         |
| ------------------- | ----------------- | ------------------- |
| Zachary Bennett     | Eric Wynn         | Cube Technicus      |
| Stephanie Moore     | Cassandra Rains   | Gevangen in de Cube |
| David Huband        | Dodd              | Cube Technicus      |
| Martin Roach        | Robert P. Haskell | Gevangen in de Cube |
| Michael Riley       | Jax               | Hoge Toezichthouder |
| Mike "Nug" Nahrgang | Meyerhold         | Gevangen in de Cube |
| Terri Hawkes        | Jellico           | Gevangen in de Cube |
| Richard McMillan    | Bartok            | Gevangen in de Cube |
| Tony Munch          | Owen              | Cube Technicus      |
| Jasmin Geljo        | Ryjkin            | Gevangen in de Cube |
| Joshua Peace        | Finn              | Hulpje van Jax      |
| Diego Klattenhoff   | Quigley           | Hulpje van Jax      |